# Bergkirche St. Maria zu den Vierzehn Nothelfern (Parkstein)

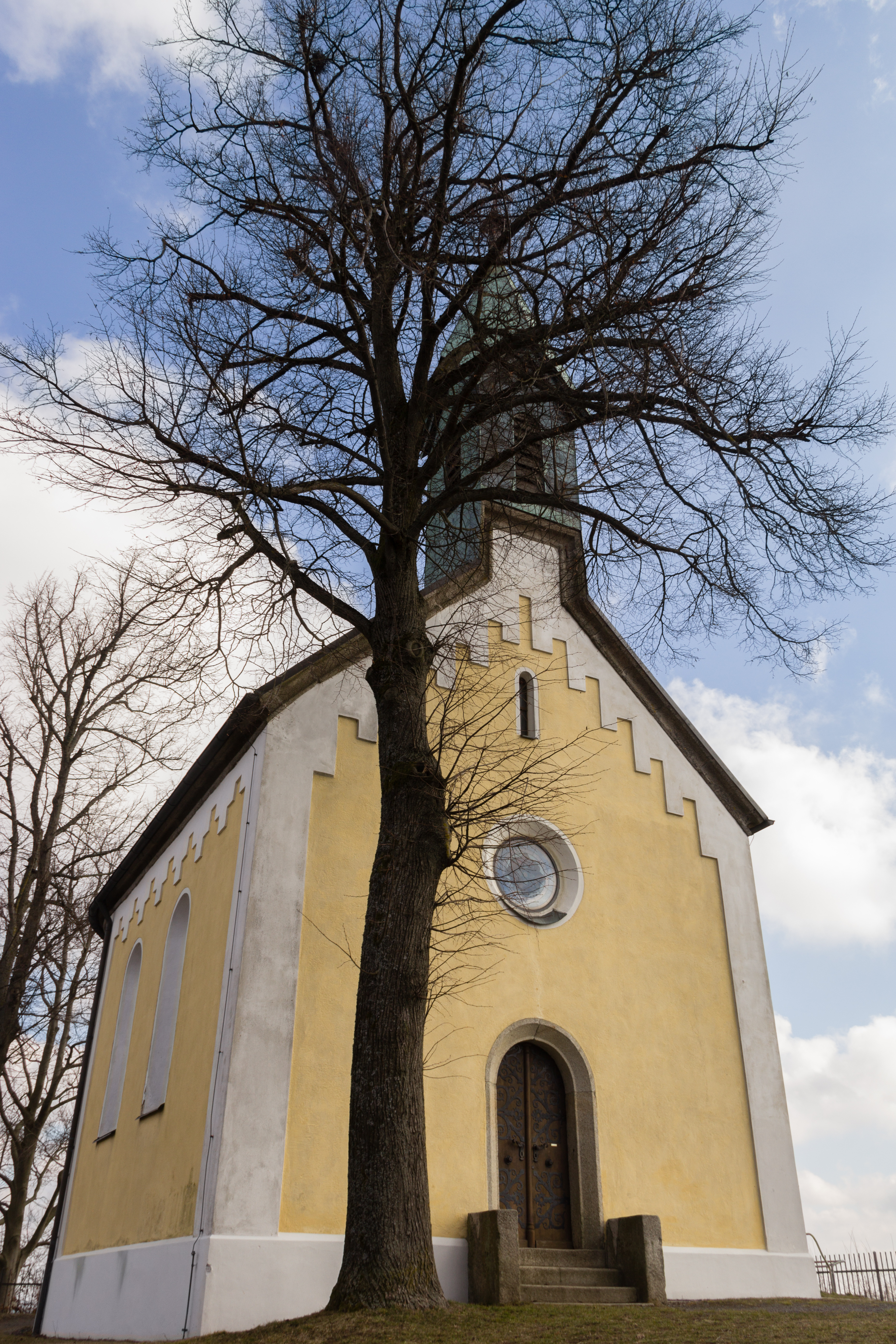
Bergkirche St. Maria zu den Vierzehn Nothelfern

Die römisch-katholische, denkmalgeschützte Bergkirche St. Maria zu den Vierzehn Nothelfern steht auf dem Basaltkegel Hoher Parkstein in Parkstein, einem Markt im Landkreis Neustadt an der Waldnaab der Oberpfalz. Die Kirche gehört zum Bistum Regensburg. Das Bauwerk ist unter der Denkmalnummer D-3-74-144-14 als Baudenkmal in die Bayerische Denkmalliste eingetragen.

## Beschreibung
Die Saalkirche wurde 1852 errichtet. Sie besteht aus einem Langhaus mit einem Fries in Form einer Zinne, das im Osten halbrund geschlossen ist. Über dem Giebel ihrer Fassade im Westen, in dem sich das Portal befindet, erhebt sich ein quadratischer Dachreiter, der den Glockenstuhl mit zwei Kirchenglocken beherbergt und der mit einem Faltdach bedeckt ist.
Zur Kirchenausstattung gehört ein neuromanischer Hochaltar. Das Altarretabel zeigt Maria im Kreise der vierzehn Nothelfer.